# Contemporânea (revista)

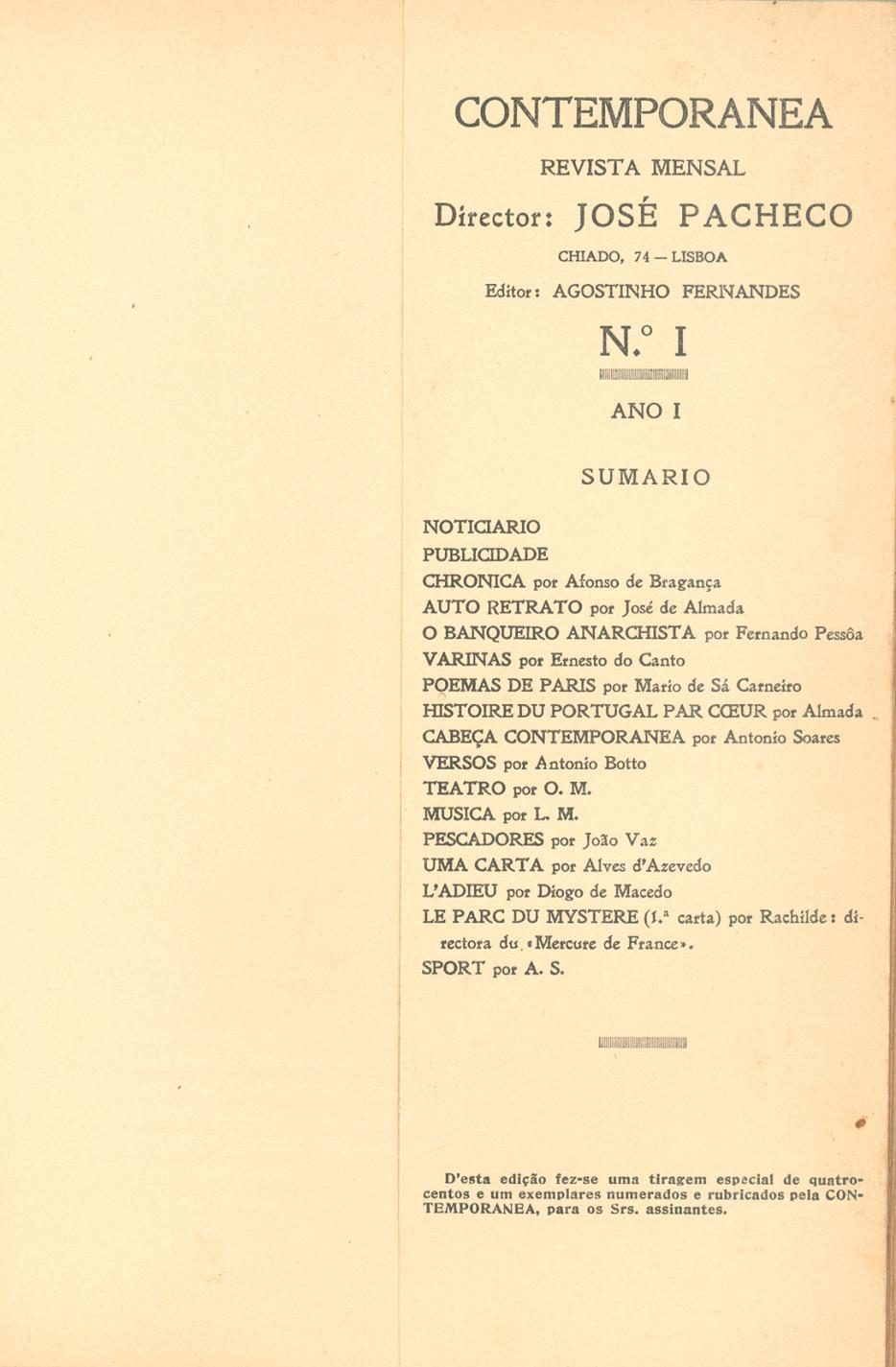
Contemporânea, nº1, Maio de 1922, sumário

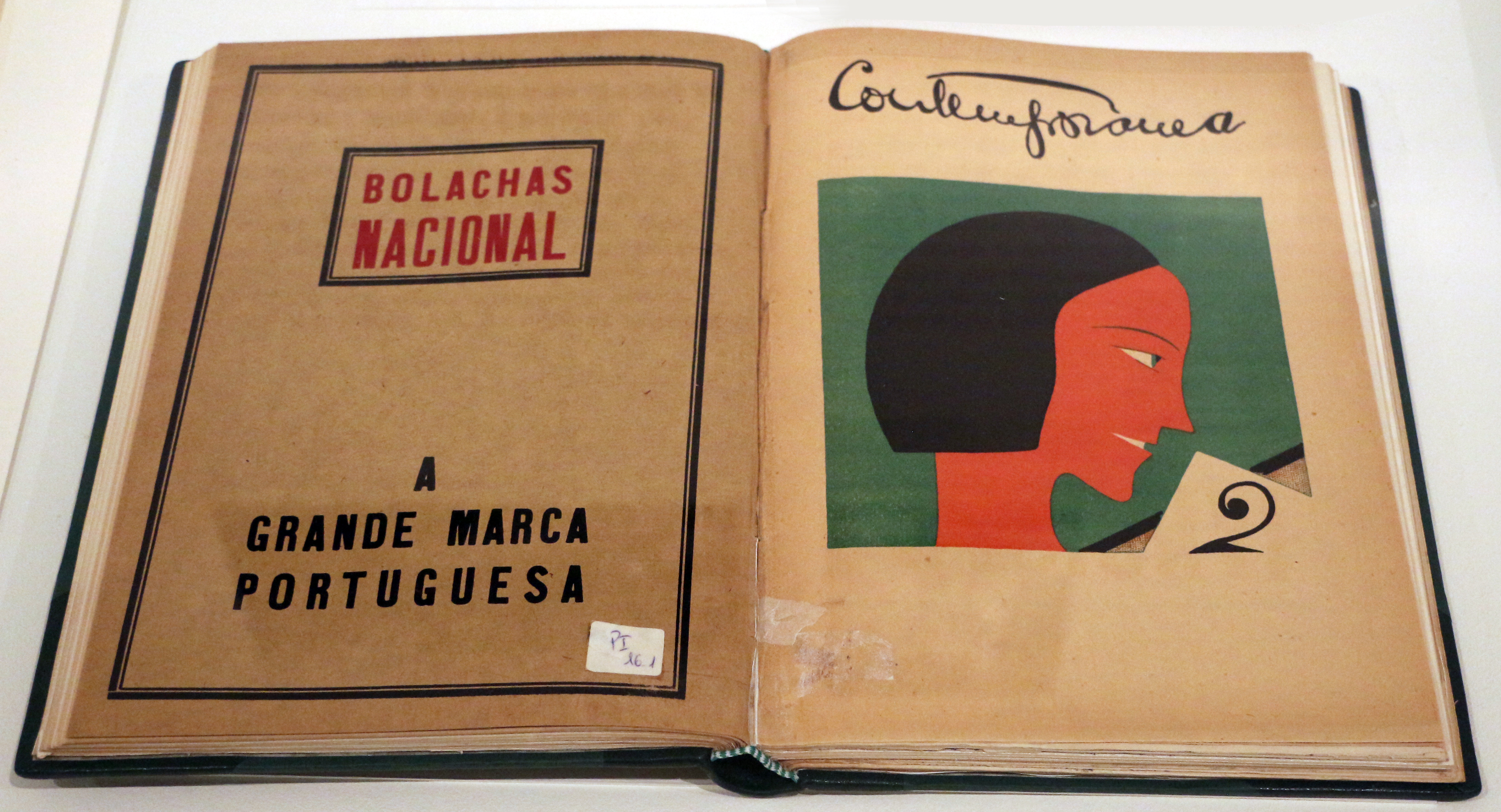
Copertina de José de Almada Negreiros, 1922

A Contemporânea foi uma revista publicada em Lisboa entre 1922 e 1926.
Dirigida por José Pacheco (ou José Pacheko), que também assegurava a direção gráfica, sendo a direção literária assegurada pelo redator principal, Oliveira Mouta, foi apresentada em 1915 através de um número-espécime, mas só se tornou viável a partir de Maio de 1922 devido ao apoio do industrial e colecionador Agostinho Fernandes (1886-1972), que seria editor da revista.
Projetada tendo como público alvo as elites, "na Contemporânea cristalizou o modernismo de meados de 20 o seu gosto algo mundano, a sua tendência política de direita". Foram publicados um total de treze números e a revista tornou-se em ponto de apoio dos artistas mais «novos», que reproduziu profusamente. 
Entre os seus inúmeros colaboradores contaram-se Fernando Pessoa, Almada Negreiros, Mário de Sá Carneiro, Eduardo Viana, Diogo de Macedo, Mário Saa, Oliveira Mouta, António Ferro, Ernesto do Canto, António Botto, Raul Leal, Aquilino Ribeiro, António Soares, Mily Possoz, Stuart Carvalhais, Manuel Jardim, Jorge Barradas, Francisco Franco, Henrique Franco, Dordio Gomes, Amadeo de Souza-Cardoso (postumamente), Alfredo Pimenta, João Vaz, Fortunato Velez, João Ameal, etc.
Associada à revista ficou a escolha dos artistas que decoraram a Brasileira e o Bristol-Club, em Lisboa, bem como o II Salão de Outono, Sociedade Nacional de Belas Artes, 1926. 
O arquivo da revista Contemporânea pertence ao Centro Nacional de Cultura

## Ligações Externas
- completa de Contemporânea no portal Revistas de Ideias e Cultura
- Câmara Municipal de Lisboa, Hemeroteca Digital. Página visitada em 03-06-2013